# Costanza d'Altavilla
Costanza d'Altavilla, o Costanza I di Sicilia (Palermo, 2 novembre 1154 – Palermo, 27 novembre 1198), ultima regina della Casa d'Altavilla, è stata regina sovrana di Sicilia, in quanto erede designata del nipote Guglielmo II di Sicilia e reggente del medesimo regno, per conto del figlio Federico II di Svevia; imperatrice consorte (come moglie di Enrico VI di Svevia).

## Biografia
(Dante Alighieri, Paradiso, Canto III, 118-120)

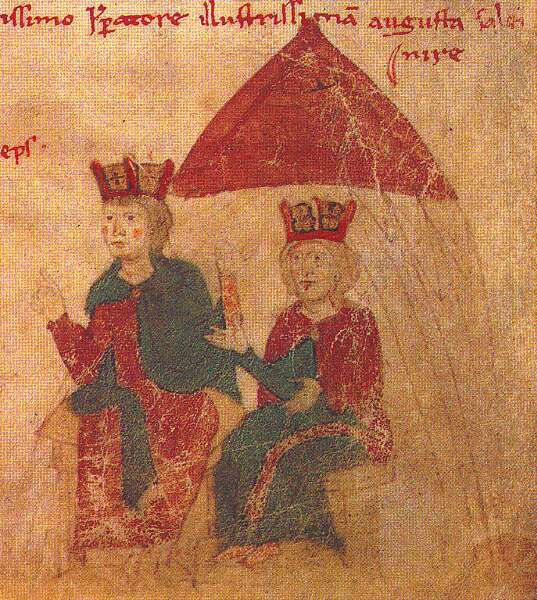
Enrico VI e Costanza
(Liber ad honorem Augusti, Pietro da Eboli, 1196)

Costanza era figlia postuma di Ruggero II re di Sicilia e della sua terza moglie Beatrice di Rethel: alla nascita non presumibile erede al trono.
Secondo una variegata tradizione cronachistica di matrice "guelfa", trasmessa da Giovanni Villani e poi ripresa da Dante e da altri, Costanza avrebbe manifestato in gioventù interesse per la vita monastica o addirittura sarebbe entrata in un convento. Tuttavia di questa presunta scelta manca qualsiasi riscontro reale; quello che è certo è che Costanza all'età di trent'anni era ancora nubile, e per il suo rango di principessa la cosa poteva sembrare al tempo piuttosto irrituale. Marco Santagata propende per la tesi che Costanza d'Altavilla avesse segretamente scelto la vita monastica, ma l'ipotesi non è basata su alcuna fonte.

### Il matrimonio con Enrico di Svevia
Il 29 ottobre 1184, ad Augusta, fu accordato il suo fidanzamento con Enrico VI di Svevia, figlio dell'imperatore Federico Barbarossa. Nell'estate del 1185 Costanza lasciò Palermo per recarsi a Milano, dove dovevano celebrarsi le nozze, accompagnata da un fastoso corteo di principi e baroni. Enrico la accompagnò fino a Salerno, dove dovette lasciarla per recarsi in Germania per i funerali della madre. Il 23 agosto 1185, per il valore simbolico e politico che aveva l'approvazione da parte della Chiesa nella prima città oltre i confini del Regno di Sicilia incontrata sul percorso, si tenne a Rieti una prima celebrazione del matrimonio, alla presenza di una delegazione imperiale in rappresentanza di Enrico. Il matrimonio fu poi ripetuto a Milano il 27 gennaio 1186.

### La disputa tra Tancredi e Costanza

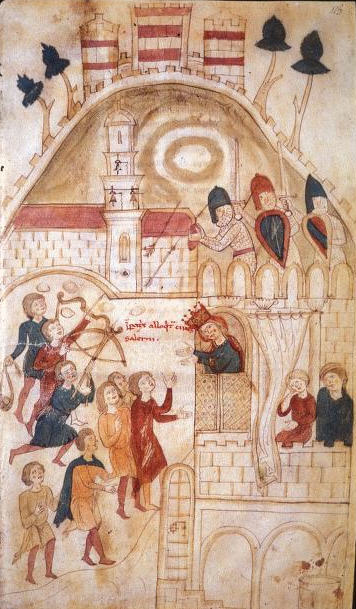
La cattura di Costanza a Salerno

Nel 1189 Guglielmo II, in punto di morte, non avendo discendenti diretti avrebbe indicato la zia Costanza, sorella di suo padre e figlia di Ruggero II, come erede e obbligato i cavalieri a giurarle fedeltà, cercando così di appianare le divergenze che opponevano la nobiltà siciliana e il clero alla casata straniera degli Hohenstaufen.
Infatti i baroni e il papato non amavano gli svevi e la loro politica, che consideravano poco influenzabile ed eccessivamente autoritaria, e preferirono eleggere re di Sicilia Tancredi, cugino di Guglielmo II e figlio naturale di Ruggero III duca di Puglia; suo nonno era Ruggero II e sua zia la stessa principessa Costanza, solo di un anno più giovane di lui.
La scelta cadde proprio su Tancredi perché era riuscito a ottenere una certa stima come comandante militare ed era l'unico discendente maschio, per quanto illegittimo, di stirpe normanna. Inoltre, essendo l'imperatore Federico Barbarossa impegnato nella crociata in Terra Santa, Enrico VI e Costanza furono costretti a rimanere nel regno di Germania allora in una situazione particolarmente delicata e a distogliere l'attenzione dalla Sicilia. In questo contesto, nel novembre del 1189, Tancredi fu incoronato a Palermo re di Sicilia. Il papa Clemente III, che non vedeva di buon occhio un unico sovrano della casata degli Hohenstaufen dalla Germania alla Sicilia, approvò e riconobbe l'elezione.
Quando Enrico nel 1191 succedette al padre sul trono imperiale partì subito per la conquista della Sicilia, sostenuto anche dalla flotta pisana, da sempre fedele all'imperatore. Tuttavia la flotta siciliana di Tancredi riuscì a battere la marineria pisana e l'esercito di Enrico, a causa di una serie di eventi sfortunati (fra tutti una pestilenza), fu decimato. Tancredi riuscì anche a catturare e imprigionare Costanza a Salerno. Per il rilascio dell'imperatrice il re normanno pretese che Enrico scendesse a patti con un accordo di tregua. Pensò quindi di consegnare Costanza al papa Celestino III che si era offerto quale mediatore; durante il viaggio verso Roma, però, il convoglio fu attaccato da una guarnigione sveva e l'imperatrice liberata.
Nel febbraio del 1194 Tancredi morì e gli succedette così sul trono Guglielmo III, di soli nove anni, con la reggenza della madre Sibilla di Medania.

### Il regno di Sicilia

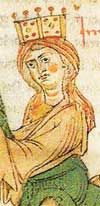
Costanza di Sicilia (dettaglio di una miniatura del Liber ad honorem Augusti.

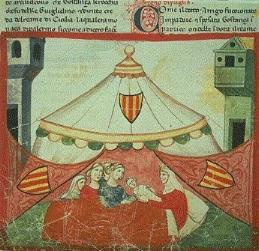
Nascita di Federico II. Dal ms della Cronica di Giovanni Villani

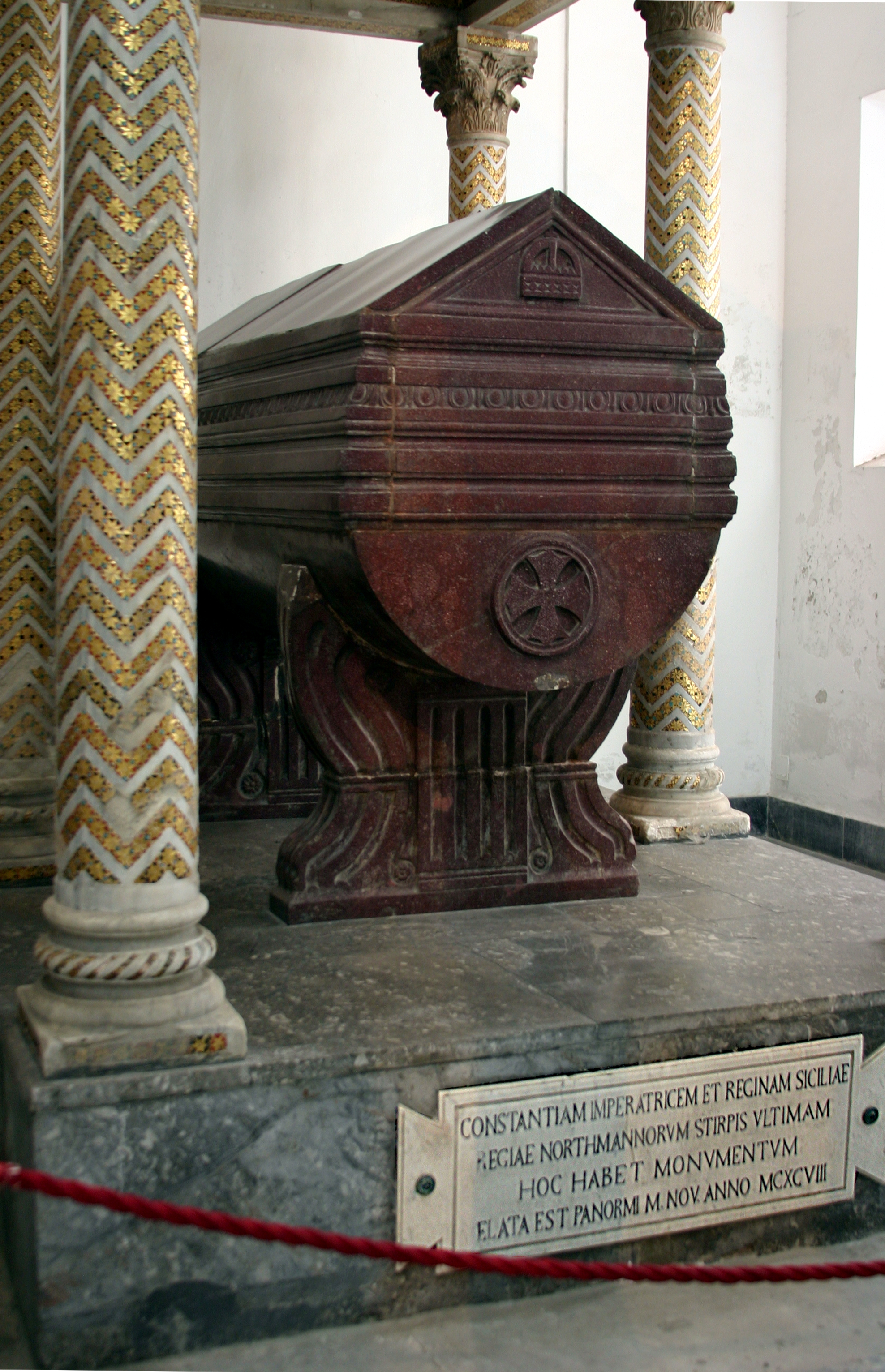
Il sarcofago di Costanza nella cattedrale di Palermo

In questo contesto, Enrico tornò in Italia e riuscì a ottenere in poco tempo il Regno di Sicilia. Il 20 novembre entrò a Palermo e il 25 dicembre 1194 fu incoronato re di Sicilia nella cattedrale di Palermo, innanzi Sibilla e il piccolo Guglielmo III di Sicilia, ultimo della stirpe d'Altavilla, cui venne offerta in cambio la contea di Lecce, ma che dopo pochi giorni saranno accusati di complotto e deportati in Germania.
Il Venerdì Santo del 1196, Costanza convocò Gioacchino da Fiore a Palermo per confessarsi nella Cappella Palatina. Inizialmente sedeva su un trono, ma quando Gioacchino le disse: "Giacché io ora rappresento Cristo e tu la Maddalena penitente, scendi dal trono, inginocchiati e confessati con umiltà, altrimenti non posso ascoltarti". La Regina dunque si alzò e si inginocchiò davanti a Gioacchino da Fiore.

### La nascita di Federico II
Il giorno seguente, in procinto di giungere in Sicilia dalla Germania, Costanza diede alla luce a Jesi il futuro Federico II di Svevia. La nascita del figlio di Costanza era importante per la successione del Regno di Sicilia, ma fu avvolta da dicerie e illazioni: Federico fu considerato da alcuni detrattori l'Anticristo, che una leggenda medievale sosteneva sarebbe nato da una vecchia monaca: Costanza d'Altavilla al momento del parto aveva quaranta anni e, prima del matrimonio, si diceva, aveva vissuto in un convento. Inoltre a causa dell'età avanzata molti non credevano alla gravidanza di Costanza. Per questo motivo, secondo la narrazione di alcuni cronisti, sarebbe stato allestito un baldacchino al centro della piazza di Jesi dove Costanza partorì pubblicamente, al fine di fugare ogni dubbio sulla nascita del futuro imperatore. Villani nella sua Cronica scriverà:
(Giovanni Villani)

### La reggenza e la morte

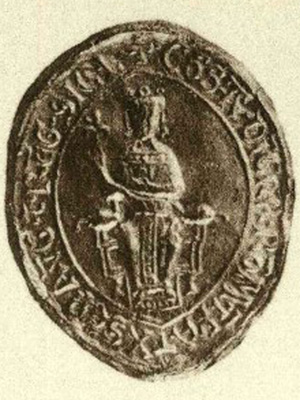
Sigillo con l'effigie di Costanza

Costanza fu così regina consorte di Sicilia dal 1194 alla scomparsa del marito. Dal marzo del 1195 alla fine del 1196 fu reggente del regno per la partenza del marito per la Germania.
Nel novembre 1197 Enrico di Svevia morì a Messina, dopo una malattia contratta durante l'assedio di Castrogiovanni: le circostanze misteriose hanno spesso fatto sorgere dubbi anche su un eventuale avvelenamento ordito dalla stessa moglie. Il fatto, però, non è stato mai storicamente documentato.
Costanza comunque assunse il ruolo di tutrice di Federico II e reggente del regno. Poco prima di morire mise lo stesso figlio sotto la tutela del papa Innocenzo III: un atto al momento politicamente assai accorto ma che non mancò di suscitare più tardi problemi di non facile soluzione.
Costanza morì, quarantaquattrenne, il 27 novembre 1198. Reggente del regno per il figlio Federico, che aveva allora quasi quattro anni di età, fu il Papa. Fu sepolta nella cattedrale di Palermo, vicino al sarcofago del padre Ruggero II.

### Costanza d'Altavilla nei media
Costanza d'Altavilla è presente in una scena nel film su Gioacchino da Fiore 'Il Monaco che vinse l'Apocalisse" di Jordan River. A interpretare la regina e imperatrice Costanza d'Altavilla è l'attrice Elisabetta Pellini.

## Ascendenza
|                       |                |                          | Genitori                 |  |  | Nonni |  |  | Bisnonni             |  |  | Trisnonni |  |
|                       |                |                          |                          |  |  |       |  |  | Tancredi d'Altavilla |  |  | …         |  |
|                       |                |                          |                          |  |  |       |  |  | Tancredi d'Altavilla |  |  | …         |  |
|                       |                | …                        |                          |  |  |       |  |  | Tancredi d'Altavilla |  |  |           |  |
| Ruggero I di Sicilia  |                |                          |                          |  |  |       |  |  | Tancredi d'Altavilla |  |  |           |  |
|                       |                | Frisenda di Rouen        | Riccardo I di Normandia  |  |  |       |  |  |                      |  |  |           |  |
|                       |                | Frisenda di Rouen        | Riccardo I di Normandia  |  |  |       |  |  |                      |  |  |           |  |
|                       |                | Frisenda di Rouen        | …                        |  |  |       |  |  |                      |  |  |           |  |
| Ruggero II di Sicilia |                | Frisenda di Rouen        |                          |  |  |       |  |  |                      |  |  |           |  |
|                       |                | Manfredo del Vasto       | Teuto di Savona          |  |  |       |  |  |                      |  |  |           |  |
|                       |                | Manfredo del Vasto       | Teuto di Savona          |  |  |       |  |  |                      |  |  |           |  |
|                       |                | Manfredo del Vasto       | Berta di Torino          |  |  |       |  |  |                      |  |  |           |  |
| Adelaide del Vasto    |                | Manfredo del Vasto       |                          |  |  |       |  |  |                      |  |  |           |  |
|                       |                | …                        | …                        |  |  |       |  |  |                      |  |  |           |  |
|                       |                | …                        | …                        |  |  |       |  |  |                      |  |  |           |  |
|                       |                | …                        | …                        |  |  |       |  |  |                      |  |  |           |  |
| Costanza d'Altavilla  |                | …                        |                          |  |  |       |  |  |                      |  |  |           |  |
|                       | Eudes di Vitry | …                        |                          |  |  |       |  |  |                      |  |  |           |  |
|                       | Eudes di Vitry | …                        |                          |  |  |       |  |  |                      |  |  |           |  |
|                       | Eudes di Vitry | …                        |                          |  |  |       |  |  |                      |  |  |           |  |
| Gunther di Rethel     | Eudes di Vitry |                          |                          |  |  |       |  |  |                      |  |  |           |  |
|                       |                | Matilde di Rethel        | …                        |  |  |       |  |  |                      |  |  |           |  |
|                       |                | Matilde di Rethel        | …                        |  |  |       |  |  |                      |  |  |           |  |
|                       |                | Matilde di Rethel        | …                        |  |  |       |  |  |                      |  |  |           |  |
| Beatrice di Rethel    |                | Matilde di Rethel        |                          |  |  |       |  |  |                      |  |  |           |  |
|                       |                | Goffredo I di Namur      | Alberto III di Namur     |  |  |       |  |  |                      |  |  |           |  |
|                       |                | Goffredo I di Namur      | Alberto III di Namur     |  |  |       |  |  |                      |  |  |           |  |
|                       |                | Goffredo I di Namur      | Ida di Sassonia          |  |  |       |  |  |                      |  |  |           |  |
| Beatrice di Namur     |                | Goffredo I di Namur      |                          |  |  |       |  |  |                      |  |  |           |  |
|                       |                | Ermesinda di Lussemburgo | Enrico IV di Lussemburgo |  |  |       |  |  |                      |  |  |           |  |
|                       |                | Ermesinda di Lussemburgo | Enrico IV di Lussemburgo |  |  |       |  |  |                      |  |  |           |  |
|                       |                | Ermesinda di Lussemburgo | Agnese di Gheldria       |  |  |       |  |  |                      |  |  |           |  |
|                       |                | Ermesinda di Lussemburgo |                          |  |  |       |  |  |                      |  |  |           |  |